# Mesocletodes bathybia
Mesocletodes bathybia is een eenoogkreeftjessoort uit de familie van de Argestidae. De wetenschappelijke naam van de soort is voor het eerst geldig gepubliceerd in 1964 door Por.